# Nacionalni park Isle Royale
Nacionalni park Isle Royale jedan je od 58 nacionalnih parkova smještenih na području Sjedinjenih Američkih Država.

## Zemljopisni podaci
Ovaj se nacionalni park nalazi u američkoj saveznoj državi Michigan. Isle Royale je najveći otok jezera Superior. Dužina otoka iznosi oko 82 km, a njegova širina na najširem dijelu je oko 14 km. Nacionalni park se sastoji od najvećeg otoka Isle Royale i oko 400 manjih otočića. Površina parka iznosi oko 2.314 km2, od čega samo 542 km2 iznad površine jezera Superior.

## Ostali projekti
|  | Zajednički poslužitelj ima još gradiva o temi Nacionalni park Isle Royale |